# The Official MENA Chart

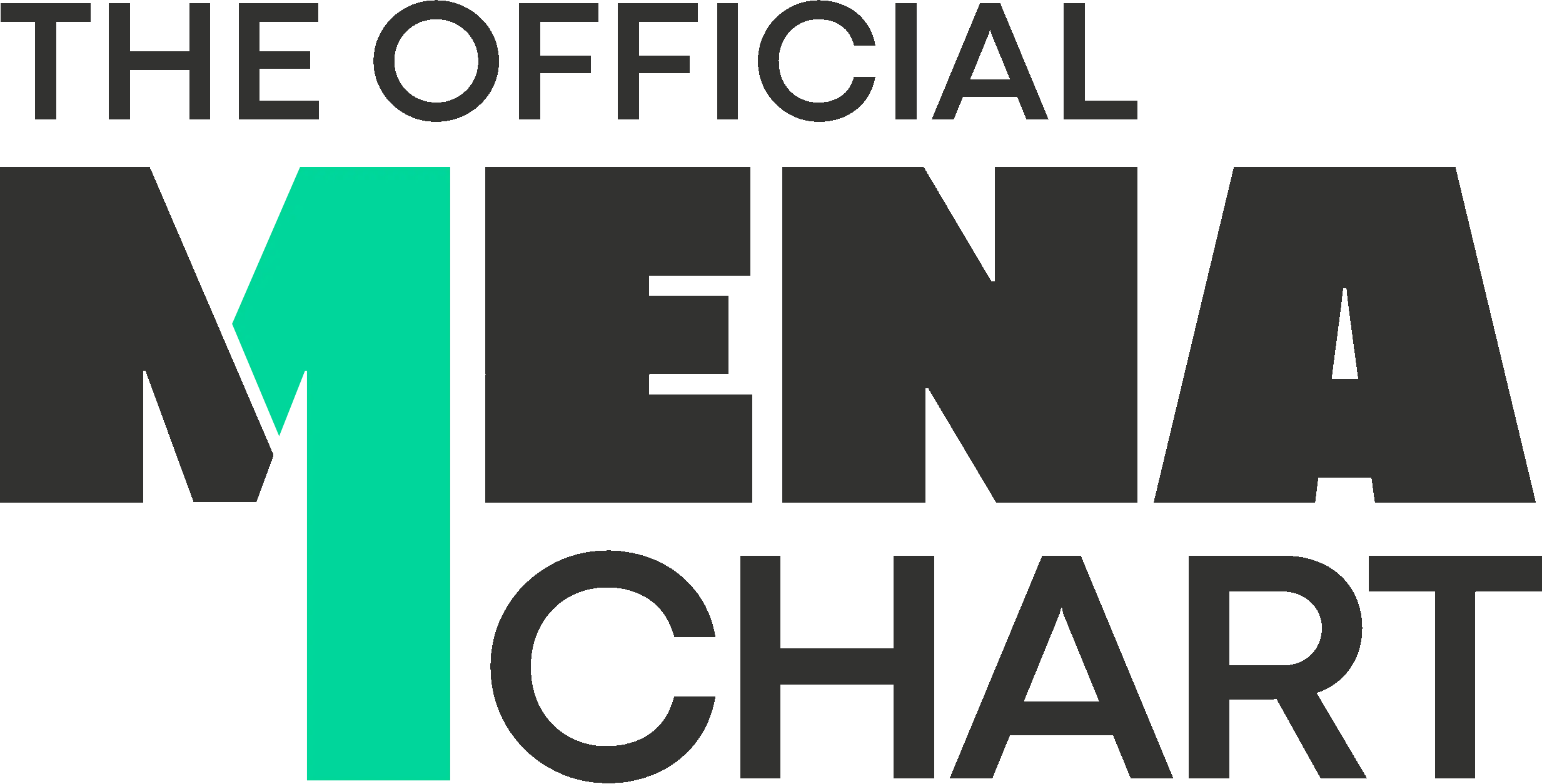
Logo listy

The Official MENA Chart – cotygodniowa dwudziestopozycyjna lista przebojów najczęściej odtwarzanych utworów w streamingu na Bliskim Wschodzie i w Afryce Północnej publikowana przez International Federation of the Phonographic Industry (IFPI). Dane zbiera firma BMAT Music Company. 
19 maja 2022 IFPI roku poinformowało, że testuje zbieranie danych z pierwszych czterech państw – Arabii Saudyjskiej, Egipcie, Maroku i Zjednoczonych Emiratach Arabskich. Pierwszy raz lista została opublikowana 25 listopada 2022. Jest to pierwsza oficjalna lista notowań dla państw tego regionu.
Listy są przygotowywane w oparciu o cotygodniowe wyniki odtwarzań streamingowych w trzynastu krajach; Algierii, Arabii Saudyjskiej, Bahrajnie, Egipcie, Iraku, Jordanii, Katarze, Kuwejcie, Libanie, Maroku, Omanie, Tunezji i Zjednoczonych Emiratach Arabskich. Dane kompletowane są z serwisów streamingowych; Anghami, Apple Music, Deezer, Spotify i YouTube.
27 września 2023 IFPI ogłosiło uruchomienie nowych oddzielnych notowań dla kolejno; Arabii Saudyjskiej, Egiptu, Północnej Afryki (złożone z danych z Algerii, Maroka i Tunezji) i Zjednoczonych Emiratów Arabskich, jednocześnie wciąż zachowując dane z tych państw w notowaniach dla całego MENA.

## Single numer jeden na liście

### 2022
| Data publikacji   | Okres sprzedaży                  | Tytuł       | Artysta | Źródło |
| ----------------- | -------------------------------- | ----------- | ------- | ------ |
| 25 listopada 2022 | 18 listopada – 24 listopada 2022 | „Calm Down” | Rema    | [ 9 ]  |
| 6 grudnia 2022    | 25 listopada – 1 grudnia 2022    | „Calm Down” | Rema    | [ 10 ] |
| 14 grudnia 2022   | 2 grudnia – 8 grudnia 2022       | „Calm Down” | Rema    | [ 11 ] |
| 20 grudnia 2022   | 9 grudnia – 15 grudnia 2022      | „Calm Down” | Rema    | [ 12 ] |
| 27 grudnia 2022   | 16 grudnia – 22 grudnia 2022     | „Calm Down” | Rema    | [ 13 ] |
| 3 stycznia 2023   | 23 grudnia – 29 grudnia 2022     | „Calm Down” | Rema    | [ 14 ] |

### 2023
| Data publikacji      | Okres sprzedaży                        | Tytuł                  | Artysta                | Źródło |
| -------------------- | -------------------------------------- | ---------------------- | ---------------------- | ------ |
| 10 stycznia 2023     | 30 grudnia 2022 – 5 stycznia 2023      | „Calm Down”            | Rema                   | [ 15 ] |
| 17 stycznia 2023     | 6 stycznia – 13 stycznia 2023          | „Calm Down”            | Rema                   | [ 16 ] |
| 24 stycznia 2023     | 14 stycznia – 20 stycznia 2023         | „Calm Down”            | Rema                   | [ 17 ] |
| 31 stycznia 2023     | 21 stycznia – 27 stycznia 2023         | „Flowers”              | Miley Cyrus            | [ 18 ] |
| 7 lutego 2023        | 28 stycznia – 3 lutego 2023            | „Flowers”              | Miley Cyrus            | [ 19 ] |
| 14 lutego 2023       | 4 lutego – 10 lutego 2023              | „Flowers”              | Miley Cyrus            | [ 20 ] |
| 21 lutego 2023       | 11 lutego – 17 lutego 2023             | „Calm Down”            | Rema                   | [ 21 ] |
| 28 lutego 2023       | 17 lutego – 23 lutego 2023             | „Calm Down”            | Rema                   | [ 22 ] |
| 7 marca 2023         | 24 lutego – 4 marca 2023               | „Ader Akmel”           | Ahmed Saad             | [ 23 ] |
| 14 marca 2023        | 3 marca – 9 marca 2023                 | „Ader Akmel”           | Ahmed Saad             | [ 24 ] |
| 21 marca 2023        | 10 marca – 16 marca 2023               | „Ader Akmel”           | Ahmed Saad             | [ 25 ] |
| 28 marca 2023        | 17 marca – 23 marca 2023               | „Calm Down”            | Rema                   | [ 26 ] |
| 4 kwietnia 2023      | 24 marca – 30 marca 2023               | „Like Crazy”           | Jimin                  | [ 27 ] |
| 11 kwietnia 2023     | 31 marca – 6 kwietnia 2023             | „Calm Down”            | Rema                   | [ 28 ] |
| 18 kwietnia 2023     | 7 kwietnia – 13 kwietnia 2023          | „Calm Down”            | Rema                   | [ 29 ] |
| 25 kwietnia 2023     | 14 kwietnia – 20 kwietnia 2023         | „Calm Down”            | Rema                   | [ 30 ] |
| 3 maja 2023          | 21 kwietnia – 27 kwietnia 2023         | „Ymken Kher”           | Ramy Sabry             | [ 31 ] |
| 10 maja 2023         | 28 kwietnia – 4 maja 2023              | „Ymken Kher”           | Ramy Sabry             | [ 32 ] |
| 17 maja 2023         | 5 maja – 11 maja 2023                  | „Ymken Kher”           | Ramy Sabry             | [ 33 ] |
| 23 maja 2023         | 12 maja – 18 maja 2023                 | „Asheq Majnoon”        | Mahmoud Al Turki       | [ 34 ] |
| 30 maja 2023         | 19 maja – 25 maja 2023                 | „Asheq Majnoon”        | Mahmoud Al Turki       | [ 35 ] |
| 6 czerwca 2023       | 26 maja – 1 czerwca 2023               | „Asheq Majnoon”        | Mahmoud Al Turki       | [ 36 ] |
| 14 czerwca 2023      | 2 czerwca – 8 czerwca 2023             | „Asheq Majnoon”        | Mahmoud Al Turki       | [ 37 ] |
| 20 czerwca 2023      | 9 czerwca – 15 czerwca 2023            | „Asheq Majnoon”        | Mahmoud Al Turki       | [ 38 ] |
| 27 czerwca 2023      | 16 czerwca – 22 czerwca 2023           | „Asheq Majnoon”        | Mahmoud Al Turki       | [ 39 ] |
| 4 lipca 2023         | 23 czerwca – 29 czerwca 2023           | „Asheq Majnoon”        | Mahmoud Al Turki       | [ 40 ] |
| 11 lipca 2023        | 30 czerwca – 6 lipca 2023              | „Asheq Majnoon”        | Mahmoud Al Turki       | [ 41 ] |
| 19 lipca 2023        | 7 lipca – 13 lipca 2023                | „Mekhsmak”             | Nawal                  | [ 42 ] |
| 25 lipca 2023        | 14 lipca – 20 lipca 2023               | „Seven”                | Jungkook i Latto       | [ 43 ] |
| 1 sierpnia 2023      | 21 lipca – 27 lipca 2023               | „Seven”                | Jungkook i Latto       | [ 44 ] |
| 8 sierpnia 2023      | 28 lipca – 3 sierpnia 2023             | „Mekhsmak”             | Nawal                  | [ 45 ] |
| 15 sierpnia 2023     | 4 sierpnia – 10 sierpnia 2023          | „Mekhsmak”             | Nawal                  | [ 46 ] |
| 23 sierpnia 2023     | 11 sierpnia – 17 sierpnia 2023         | „Mekhsmak”             | Nawal                  | [ 47 ] |
| 30 sierpnia 2023     | 18 sierpnia – 24 sierpnia 2023         | „Mekhsmak”             | Nawal                  | [ 48 ] |
| 5 września 2023      | 25 sierpnia – 31 sierpnia 2023         | „Mekhsmak”             | Nawal                  | [ 49 ] |
| 12 września 2023     | 1 września – 7 września 2023           | „Mekhsmak”             | Nawal                  | [ 50 ] |
| 20 września 2023     | 8 września – 14 września 2023          | „Mekhsmak”             | Nawal                  | [ 51 ] |
| 27 września 2023     | 15 września – 21 września 2023         | „Janant Galebi”        | Majid Al Mohandis      | [ 52 ] |
| 4 października 2023  | 22 września – 28 września 2023         | „Mekhsmak”             | Nawal                  | [ 53 ] |
| 12 października 2023 | 29 września – 5 października 2023      | „3D”                   | Jungkook i Jack Harlow | [ 54 ] |
| 17 października 2023 | 6 października – 12 października 2023  | „3D”                   | Jungkook i Jack Harlow | [ 55 ] |
| 25 października 2023 | 13 października – 19 października 2023 | „Bleeding”             | Talkintoys             | [ 56 ] |
| 1 listopada 2023     | 20 października – 26 października 2023 | „Bleeding”             | Talkintoys             | [ 57 ] |
| 8 listoapda 2023     | 27 października – 2 listopada 2023     | „Bleeding”             | Talkintoys             | [ 58 ] |
| 15 listopada 2023    | 3 listopada – 9 listopada 2023         | „Standing Next to You” | Jungkook               | [ 59 ] |
| 21 listopada 2023    | 10 listopada – 16 listopada 2023       | „Standing Next to You” | Jungkook               | [ 60 ] |
| 30 listopada 2023    | 17 listopada – 23 listopada 2023       | „Janant Galebi”        | Majid Al Mohandis      | [ 61 ] |
| 8 grudnia 2023       | 24 listopada – 30 listopada 2023       | „Kalam Eineh”          | Sherine                | [ 62 ] |
| 13 grudnia 2023      | 1 grudnia – 7 grudnia 2023             | „Rdy”                  | Ayed                   | [ 63 ] |

### 2024
| Data publikacji  | Okres sprzedaży                   | Tytuł             | Artysta          | Źródło |
| ---------------- | --------------------------------- | ----------------- | ---------------- | ------ |
| 4 stycznia 2024  | 22 grudnia – 28 grudnia 2023      | „Kel Ahebek”      | Fuad Abdul-Wahed | [ 64 ] |
| 10 stycznia 2024 | 29 grudnia 2023 – 4 stycznia 2024 | „Kel Ahebek”      | Fuad Abdul-Wahed | [ 65 ] |
| 21 stycznia 2024 | 5 stycznia – 11 stycznia 2024     | „Kel Ahebek”      | Fuad Abdul-Wahed | [ 66 ] |
| 24 stycznia 2024 | 12 stycznia – 18 stycznia 2024    | „Haygeley Mwgoa3” | Tamer Ashour     | [ 67 ] |
| 31 stycznia 2024 | 19 stycznia – 25 stycznia 2024    | „Haygeley Mwgoa3” | Tamer Ashour     | [ 68 ] |
| 8 lutego 2024    | 26 stycznia – 1 lutego 2024       | „Haygeley Mwgoa3” | Tamer Ashour     | [ 69 ] |
| 15 lutego 2024   | 2 lutego – 8 lutego 2024          | „Haygeley Mwgoa3” | Tamer Ashour     | [ 70 ] |
| 26 lutego 2024   | 9 lutego – 15 lutego 2024         | „Haygeley Mwgoa3” | Tamer Ashour     | [ 71 ] |